# Consortium (organisatievorm)
Een consortium is een vereniging van tijdelijke aard, die is opgericht door een aantal partijen om een bepaald project uit te voeren.
Een voorbeeld is de Combinatie Berging Tricolor, bestaande uit SMIT Salvage B.V., Scaldis Salvage & Marine Contractors N.V., URS Salvage & Marine Contracting N.V. en Multraship Salvage B.V., die van de Franse regering de opdracht kreeg de Tricolor te bergen.